# Castelnau-Tursan
 Castelnau-Tursan  (en occitano Castèthnau de Tursan) es una población y comuna francesa, situada en la región de Aquitania, departamento de Landas, en el distrito de Mont-de-Marsan y cantón de Geaune.

## Demografía
| 205 | 235 | 231 | 207 | 192 | 190 |
| Para los censos de 1962 a 1999 la población legal corresponde a la población sin duplicidades (Fuente: INSEE [Consultar]) |     |     |     |     |     |